# Cavillargues
Cavillargues is een gemeente in het Franse departement Gard (regio Occitanie) en telt 645 inwoners (1999). De plaats maakt deel uit van het arrondissement Nîmes.

## Geografie
De oppervlakte van Cavillargues bedraagt 11,3 km², de bevolkingsdichtheid is 57,1 inwoners per km².
De onderstaande kaart toont de ligging van Cavillargues met de belangrijkste infrastructuur en aangrenzende gemeenten.

## Demografie
Onderstaande figuur toont het verloop van het inwonertal (bron: INSEE-tellingen).